# Tungnafellsjökull
Tungnafellsjökull és una glacera i un volcà d'Islàndia. Es troba a la regió de Norðurland eystra.

## Característiques
Té una elevació de 1535 metres i està situat al nord-oest de la glacera Vatnajökull. La glacera té aproximadament 10km de longitud, de 5 a 6 km d'amplada i té una àrea de 48km². La muntanya és bastant abrupta i està solcada per barrancs i goles al sud i a l'oest.
El volcà conté dues calderes volcàniques. Una d'elles està plena, en gran manera, per la glacera Tungnafellsjökull, i l'altra caldera, que no té gel, està ubicada al sud-est i conté laves riolítiques del Plistocè. El volcà pertany en gran part a l'edat del Plistocè, però les fisures del flanc postglacial en el costat nord-est han produït basalts joves. El volcà central Hágöngur al sud-oest és part d'aquest sistema volcànic. Va estar actiu durant l'Holocè, però no ho està actualment.

## Història
El volcanòleg Hans Recj va ser el primer home en explorar la zona l'any 1908 i, tres anys més tard, el geòleg Hermann Stoll va pujar la muntanya. La llarga New Valley (o Glacial Valley) s'estén al llarg del costat sud i en la seva desembocadura es troben les cabanes de l'Icelandic Touring Association.